# Zach Galifianakis
Zacharius Galifianakis, dit Zach Galifianakis (prononcé en anglais : [zæk ˌgælɨfəˈnækɨs]), est un acteur, producteur et scénariste américain, né le 1er octobre 1969 à Wilkesboro (Caroline du Nord).
Il est principalement connu pour avoir joué l'excentrique Alan Garner dans la série de films Very Bad Trip.

## Biographie
Né le 1er octobre 1969 à Wilkesboro (Caroline du Nord), Zacharius Knight Galifianakis grandit auprès de son père, Harry Galifianakis, d'origine grecque et de sa mère Mary Frances. Il fut élevé dans la religion orthodoxe bien qu'il indique ne pas être intéressé par la religion. Il a étudié à l'université d'État de Caroline du Nord, même s'il n'en a pas été diplômé. Il a épousé Quinn Lundberg le 11 août 2012, dans une ferme de Vancouver. En septembre 2013, ils annoncent attendre leur premier enfant. Le 7 septembre 2013, Quinn donne naissance à leur premier enfant, un petit garçon. Le 7 novembre 2016, Quinn donne naissance à leur second enfant, un petit garçon prénommé Rufus Emmanuel Galifianakis.

### Carrière

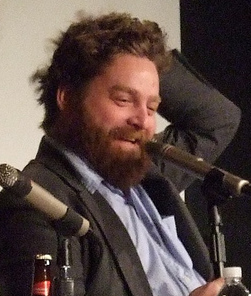
L'acteur en 2008.

Il fait ses débuts à la télévision en 1996 dans la sitcom Boston Common. En 2001, il partage l'affiche avec Jason London dans Snow, Sex and Sun. Il décroche des petits rôles dans les films Corky Romano, Abîmes et Into the Wild. En 2006, il joue dans le clip vidéo de Fiona Apple Not About Love (en). En 2008, il s'illustre dans la comédie américaine Jackpot. En 2009, il rencontre un immense succès grâce à Very Bad Trip de Todd Phillips puis en 2011 avec Very Bad Trip 2, et enfin en 2013 avec Very Bad Trip 3.
Il est aussi aux côtés de Bonnie Prince Billy, dans le remake de la chanson Can't Tell Me Nothing de Kanye West. La chanson est d'ailleurs sur la trame sonore de Very Bad Trip.

## Filmographie

### Cinéma

#### Longs métrages
- 1999 : The King and Me, de Pamela Dresser : le pizzaïolo
- 1999 : Flushed, de Carrie Ansell : un homme
- 2001 : Beautés empoisonnées (Heartbreakers) de David Mirkin : Bill
- 2001 : Corky Romano de Rob Pritts : Dexter
- 2001 : Bubble Boy de Blair Hayes : le guichetier à l'arrêt de bus
- 2001 : Snow, Sex and Sun (Out Cold) d'Emmett et Brendan Malloy : Luke
- 2002 : Abîmes (Below) de David Twohy : Weird Willy
- 2002 : Stella Shorts 1998-2002 de Michael Showalter, David Wain et Michael Ian Black : Santa
- 2004 : Zach & Avery of Fergus de Sean Devlin : le SDF
- 2007 : Into the Wild de Sean Penn : Kevin
- 2008 : Jackpot (What Happens in Vegas) de Tom Vaughan : Dave the Bear
- 2008 : Gigantic de Matt Aselton : le SDF
- 2008 : Largo (en) de Mark Flanagan et Andrew van Baal : lui-même
- 2008 : Very Big Stress de Jared Drake : George
- 2009 : Very Bad Trip (The Hangover) de Todd Phillips : Alan Garner
- 2009 : Mission-G (G-Force) d'Hoyt Yeatman : Ben
- 2009 : In the Air (Up In the Air) de Jason Reitman : Steve, un employé licencié
- 2009 : Be Bad! (Youth in Revolt) de Miguel Arteta : Jerry
- 2009 : The Ballad of G.I. Joe de Daniel Strange : Snow Job
- 2009 : Little Fish, Strange Pond (en) de Gregory Dark : Bucky
- 2010 : The Dinner (Dinner For Schmucks) de Jay Roach : Therman
- 2010 : Une drôle d'histoire (It's Kind of a Funny Story) d'Anna Boden et Ryan Fleck : Bobby
- 2010 : Date Limite (Due Date) de Todd Phillips : Ethan Tremblay / Ethan Chase
- 2010 : Opération Endgame de Fouad Mikati : Hermit
- 2011 : Very Bad Trip 2 (The Hangover Part II) de Todd Phillips : Alan Garner
- 2011 : Le Chat potté (Puss in Boots) de Chris Miller : Humpty Dumpty (voix)
- 2011 : Les Muppets, le retour (The Muppets) de James Bobin : Hobo Joe (voix)
- 2012 : Moi, député (The Campaign) de Jay Roach : Martin Huggins
- 2012 : Tim et Eric, le film qui valait un milliard (Tim and Eric's Billion Dollar Movie) de Tim Heidecker et Eric Wareheim : Jim Joe Kelly
- 2013 : Very Bad Trip 3 (The Hangover 3) de Todd Phillips : Alan Garner
- 2013 : Amis pour la vie (Are You Here) de Matthew Weiner : Ben Baker
- 2014 : Birdman d'Alejandro González Iñárritu : Jake
- 2015 : Tulip Fever de Justin Chadwick : Gerrit
- 2016 : Les Cerveaux (Masterminds) de Jared Hess : David Scott Ghantt
- 2016 : Les Espions d'à côté (Keeping Up with the Joneses) de Greg Mottola : Jeff Gaffney
- 2017 : Lego Batman, le film (The Lego Batman movie) de Chris McKay : Le Joker (voix)
- 2018 : Un raccourci dans le temps (A Wrinkle in Time) d'Ava DuVernay : Le Médium Joyeux
- 2019 : Monsieur Link (Missing Link) de Chris Butler : Monsieur Link / Susan (voix)
- 2019 : Entre deux fougères, le film (Between Two Ferns: The Movie) de Scott Aukerman : Lui-même
- 2024 : Winner de Susanna Fogel : Ron Winner
- 2024 : Thelma la licorne (Thelma the Unicorn) de Jared Hess et Lynn Wang : Crusty Trucker (voix)
- 2025 : Lilo et Stitch (Lilo & Stitch) de Dean Fleischer Camp : Jumba Jookiba (voix)
- 2025 : Le Mage du Kremlin (The Wizard of the Kremlin) d'Olivier Assayas
- 2026 : The Gallerist

#### Courts métrages
- 2006 : The Pity Card de Bob Odenkirk : Zach
- 2008 : It's the Ass 'n Balls Show! de Jake Szymanski : lui-même

### Télévision

#### Séries télévisées
- 2003 - 2005 : Tru Calling : Compte à rebours (Tru Calling) : Davis
- 2009 - 2010 : Bored to Death : Ray Hueston
- 2016 - 2019 : Baskets : Chip Baskets / Dale Baskets
- 2024 : Only Murders in the Building : Lui-même, interprétant la version cinématographique de Oliver

### Scénariste
- 2002 : Next! (émission de télévision)
- 2001 : Comedy Central Presents: Zach Galifianakis (émission de télévision)

### Producteur
- 2005 : The Comedians of Comedy (émission de télévision)

## Voix francophones
En version française, Daniel Lafourcade est la voix régulière de Zach Galifianakis.
Au Québec, Louis-Philippe Dandenault est la voix québécoise la plus régulière de l'acteur.